# Kikapowie

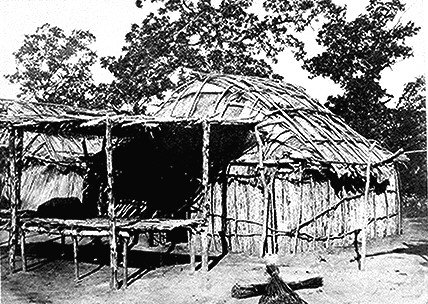
Szałas Kikapów, Oklahoma, 1880

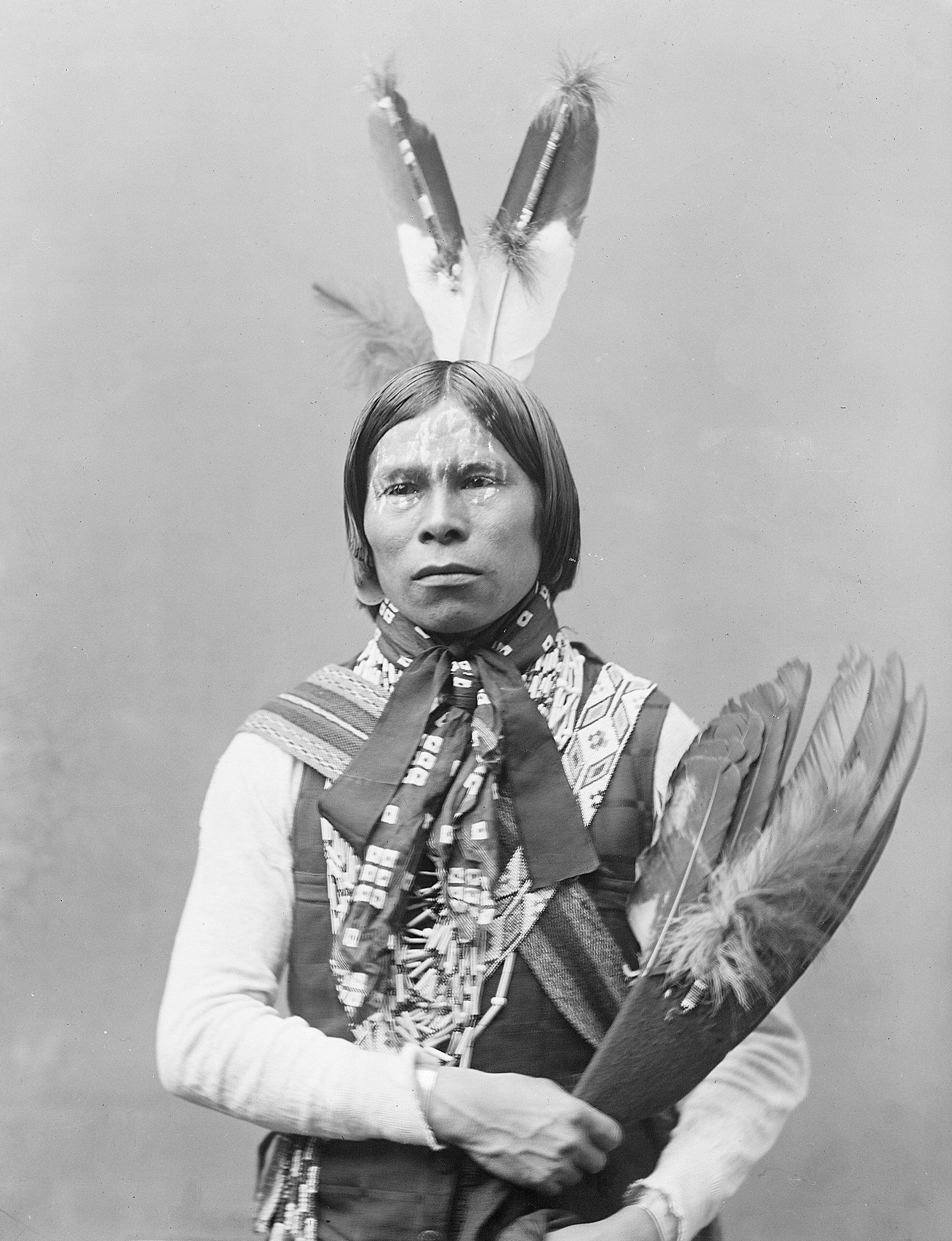
Wódz Kikapów Babe Shkit, 1900

Kikapowie (agl. Kik ə Pū, ang. Kickapoo, hiszp. Kikapū) – plemię Indian Ameryki Północnej z rodziny algonkińskiej, zamieszkujące pierwotnie południowo-wschodnie obszary dzisiejszego stanu Michigan, ale w XVII wieku, wyparte przez Irokezów, zasiedliło okolice przenoski między rzekami Fox i Wisconsin w dzisiejszym hrabstwie Columbia w Wisconsin, a być może także w północnej części stanu Illinois. Obecnie zamieszkują północno-wschodnie Kansas, środkową Oklahomę i północny Meksyk.
Nazwa plemienia wywodzi się, przypuszczalnie, z algonkińskiego kiwegapaw (przemieszczać się, być raz tu, raz tam).

## Rys historyczny
Kikapowie byli kulturowo bliscy plemionom Sauków i Lisów, a w pewnym okresie połączyli się z Szaunisami. W roku 1712 wraz z Lisami uderzyli i spalili Fort Detroit, ale później (od roku 1729) byli sprzymierzeńcami Francuzów. W początkach XVIII wieku zjednoczyli się z Odżibwejami, Ottawami Saukami i Lisami, by pokonać Konfederację Illinois i zagarnąć jej terytoria. 
Wzięli udział w roku 1812 w powstaniu Tecumseha, a część z nich w wojnie Czarnego Jastrzębia w roku 1832. 
W trudnym okresie (około 1852 roku) część plemienia wyemigrowała do Meksyku i od tego czasu znana jest jako Mexican Kickapoo. W roku 1870 żołnierze US Army przekroczyli nielegalnie granicę meksykańską i spalili największą wioskę Kikapów, po czym wycofali się, zagnawszy grupę kobiet i dzieci w charakterze zakładników na Terytorium Indiańskie. W tej sytuacji większość mężczyzn wróciła w latach 1873–1974 do rezerwatu w Oklahomie; część, która pozostała w Meksyku, osiedliła się w przygranicznym rezerwacie w stanie Chihuahua.

## Religia i obyczaje

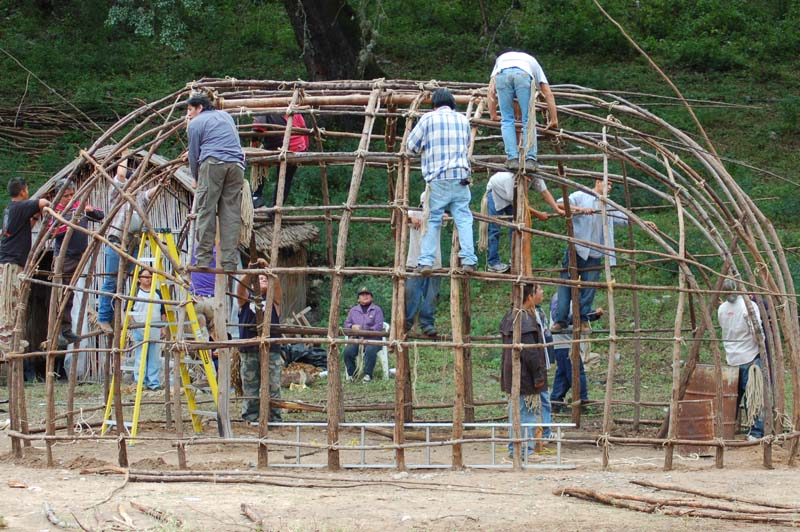
Budowa domu zimowego, Meksyk

Kikapowie wierzyli, że wszystko, włącznie z przedmiotami, posiada duszę, czyli manitu, z którym można komunikować się za pomocą dymu z palonego tytoniu. Wielki Manitu, stwórca o imieniu Kicitiata, mieszkał w niebie. Największym świętem był wiosenny tydzień odrodzenia i dziękczynienia. Obchodzili też święto Zielonej Kukurydzy i dzień Tańca Bawoła. Nad przebiegiem uroczystości czuwali szamani. W latach trzydziestych XIX wieku prorok Kenakuk zaczął głosić nauki inspirowane chrześcijaństwem, zachęcał do przystosowania się kulturowego do białych, zabraniał używania alkoholu, poligamii i wojowania. Jego nauki przypadły do gustu części Kikapów i Potawatomich.
Plemię składało się z mniejszych szczepów (klanów), w których panowały stosunki patriarchalne. Imiona wywodziły się ze snów i wizji. Pierwsze wykluczenie menstruacyjne było szczególnie długie i rygorystycznie przestrzegane. Dziewczyna była pouczana przez starsze krewniaczki, jak ma zachowywać się, będąc kobietą. Natomiast inicjacją chłopców było pierwsze udane polowanie. Kikapowie grali w kości i w piłkę (gra, z której wywodzi się lacrosse), organizowali zawody łucznicze, tańczyli. Ceremonie ślubne sprowadzały się do wymiany podarków między rodzinami, pogrzeby były uroczyste: zmarłego układano na wysokich rusztowaniach (marach) na przywioskowym cmentarzysku twarzą na wschód, gdzie – jak wierzono – znajdowała się kraina zmarłych.
Domostwa dzieliły się na letnie i zimowe. Letnie były prostokątne, kryte korą wiązów, natomiast zimowe okrągłe lub owalne, kryto plecionką z pałki szerokolistnej lub matami z sitowia. Platformy do spania znajdowały się wzdłuż ścian, w dachu znajdował się otwór kominowy. Dieta Kikapów oparta była na płodach uprawy ziemi. Kobiety uprawiały kukurydzę, fasolę, dynię i zbierały owoce leśne (grzyby, jagody, orzechy). Mężczyźni polowali na jelenie, niedźwiedzie i bizony; łowili ryby. Możliwe, że Kikapowie praktykowali też czasami kanibalizm.

## Kikapowie obecnie
Dzisiejsi potomkowie Kikapów mieszkają w rezerwatach w kilku stanach USA i Meksyku. Ziemie rezerwatów są w większości wynajmowane nie-tubylcom pod uprawę i hodowlę. Aż do końca II wojny światowej meksykańscy Kikapū żyli według tradycyjnych norm, obecnie wielu z nich pracuje w Stanach Zjednoczonych jako sezonowi pracownicy rolni; mając prawo swobodnego przekraczania granicy. Poziom bezrobocia, szczególnie w Oklahomie i Meksyku, jest bardzo wysoki. Kikapowie z Kansas posiadają własną salę gimnastyczną, centrum opieki medycznej i domy opieki dla osób starszych, a także szkołę o zakresie nauczania 0–12. 
Liczebność plemienia była i jest niewielka – na przełomie XVIII i XIX wieku było ich od 2 do 3 tysięcy, w roku 2000 rzeczywistych członków było 3118. Ich imieniem nazwano rzekę w Wisconsin, potoki w Illinois i Teksasie oraz kilka miejscowości w tych stanach i w Kansas.